# فيصل السلطان
فيصل السلطان، مواليد 20 أكتوبر 1986م، لاعب معتزل. لعب بعد الشباب لأندية التعاون والحزم والدرعية

## أهداف فيصل السلطان
سجل هدفاً في مرمى قطر بالكتف، يعد هذا الهدف من أجمل الأهداف التي سجلها فيصل السلطان، وسجل هدفاً جميلاً من امام منتخب البارجواي، ساقطة من فوق حارس المرمى نفذها اللاعب من خارج خط الـ 18 ياردة، ومن أجمل اهدافه أيضاً، انه سجل هدفاً من امام منتخب البحرين في مباراة ودية بعد مراقبة ذكية للكرة فأودعها في الشباك. وسجل أيضا هدفا في مرمى نادي سونغنام وكان ذلك الهدف الهدف الرابع وهو أفضل هدف في دوري ابطال آسيا.

## روابط خارجية
- فيصل السلطان على موقع Soccerway.com (الإنجليزية)